# Colpodiscus lucipetens
Colpodiscus lucipetens är en skalbaggsart som först beskrevs av Blackburn 1979.  Colpodiscus lucipetens ingår i släktet Colpodiscus och familjen jordlöpare. Inga underarter finns listade i Catalogue of Life.